# پلایا زیپولیت
پلایا زیپولیت (به اسپانیایی: Zipolite) یک منطقهٔ مسکونی در مکزیک است که در اوآخاکا واقع شده‌است. این مکان، ساحل مرگ نیز نامیده می‌شود و همین برای توصیف آن کافیست. زیپولیت یکی کشنده‌ترین سواحل کل دنیاست. حدود ۵۰ نفر هرسال در این ساحل غرق می‌شدند، اما ظاهراً با کمک تیمی از ناجیان حرفه‌ای این تعداد کمتر شده است. با این حال امواج این ساحل هنوز خطرناک هستند و گردشگران با وجود هشدارهایی که داده می‌شود هنوز بیش از حد در آب پیش می‌روند و تنها دلیلی که زنده از آب بیرون می‌آیند نجات غریق‌هایی هستند که بیش از ۱۰ نفر را در روز نجات می‌دهند. پلایا زیپولیت ۹۳۱ نفر جمعیت دارد و ۲۰ متر بالاتر از سطح دریا واقع شده‌است.